# Morti nel 570
| Questa pagina contiene informazioni ricavate automaticamente dalle voci biografiche con l'ausilio del template Bio e di un bot. L'aggiornamento è periodico e automatico e ricostruisce completamente la pagina. Se manca una persona in questa lista, sei pregato di non aggiungerla, ma accertati piuttosto che la sua voce biografica contenga il template Bio e che i dati anagrafici siano correttamente compilati. Se il template Bio manca, inseriscilo tu stesso o, in alternativa, metti l'avviso {{tmp\|Bio}} che ne segnala la mancanza. Se i dati riportati sono sbagliati, correggi direttamente la voce biografica; le modifiche saranno visibili in questa lista entro pochi giorni. Per chiarimenti vedi il progetto biografie. La lista contiene solo le 11 persone che sono citate nell'enciclopedia e per le quali è stato implementato correttamente il template Bio. Pagina aggiornata al 13 gen 2025. |

- 29 gennaio - Gildas, abate e storico britanno
- 22 marzo - Soga no Iname, politico giapponese
- 23 luglio - Ahkal Mo' Naahb II, sovrano (n. 523)
- 15 agosto - Fraimbault de Lassay, religioso franco
- Abd Allah ibn Abd al-Muttalib, mercante arabo
- Armagilo, abate britanno
- Giovanni Filopono, filosofo, teologo e scienziato bizantino
- Giuseppe, vescovo cristiano orientale siro
- Lifardo, abate e santo franco
- Probino, patriarca cattolico italiano
- Teodemaro, re